# Бенешть (Хелмаджу, Арад)
Бенешть, Бенешті (рум. Bănești) — село у повіті Арад в Румунії. Входить до складу комуни Хелмаджу.
Село розташоване на відстані 341 км на північний захід від Бухареста, 100 км на схід від Арада, 93 км на південний захід від Клуж-Напоки, 121 км на північний схід від Тімішоари.

## Населення
За даними перепису населення 2002 року у селі проживали 265 осіб, усі — румуни. Усі жителі села рідною мовою назвали румунську.